# Плат (Нижняя Австрия)
Плат (нем. Platt (Niederösterreich)) — посёлок в Австрии, в федеральной земле Нижняя Австрия.
Входит в состав округа Холлабрун. Население 440 чел. Занимает площадь 26 км². Официальный код — 31052.

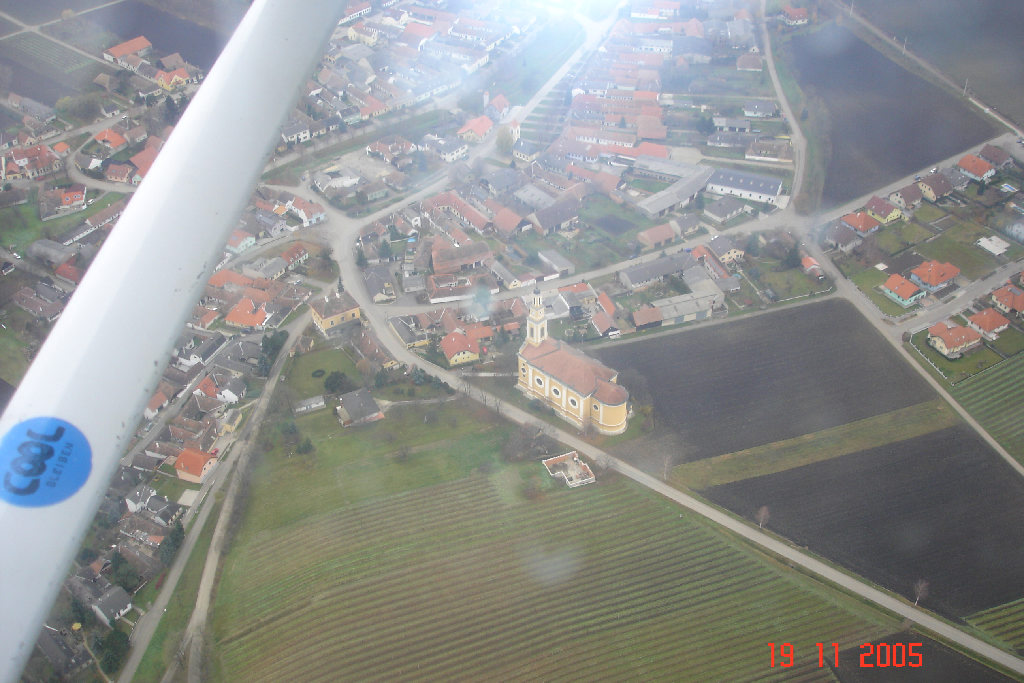
Плат